# Skvattrammalmätare
Skvattrammalmätare (Eupithecia gelidata) är en fjärilsart som beskrevs av Heinrich Benno Möschler 1860. Skvattrammalmätare ingår i släktet Eupithecia och familjen mätare, Geometridae. Arten är reproducerande i Sverige. Inga underarter finns listade i Catalogue of Life.